# Anna Municchi
Anna Municchi (1944 – 2004) è stata una giornalista, fotografa e scrittrice italiana.

## Biografia
Da sempre si è occupata di pellicceria, collaborando sin dai primi numeri con la testata «Pellicce Moda».
È testimone della nascita del prêt-à-porter e di conseguenza anche del passaggio della pellicceria da produzione esclusivamente d’atelier a prodotto firmato dalle nascenti figure degli stilisti.
Ha un rapporto abbastanza stretto con l’associazione di categoria e per questo matura l’idea di donare all’Associazione italiana pellicceria la sua biblioteca e il materiale di lavoro raccolto per la stesura dei suoi libri dedicati alla pellicceria (Signore in pelliccia 1900-1940, 1992; Signore in pelliccia 1940-1990, 1993; Uomo in pelliccia, 1988). Anna Municchi ha scritto anche il libro Un “sì” d’alta moda, 1993, e articoli per «Il giornale d’Italia» e per «Fashion». 

## Archivio
Nel 2003, al momento di ritirarsi dalla vita professionale, Anna Municchi ha donato al Centro Studi di AIP (Associazione italiana pellicceria) 300 volumi sulla storia della moda pubblicati tra la fine degli anni '70 e il 2003, numerosi fascicoli di riviste, alcune legate al settore della pellicceria introvabili anche presso gli stessi editori; fotocopie, saggi e articoli, e più di 16.000 diapositive. 